# Reencarnació

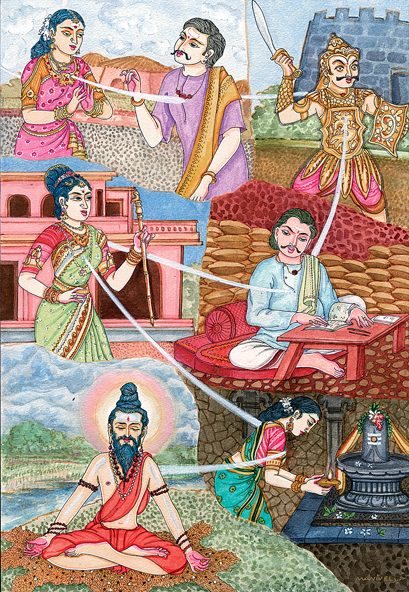
Il·lustració de la reencarnació en l'art hindú.

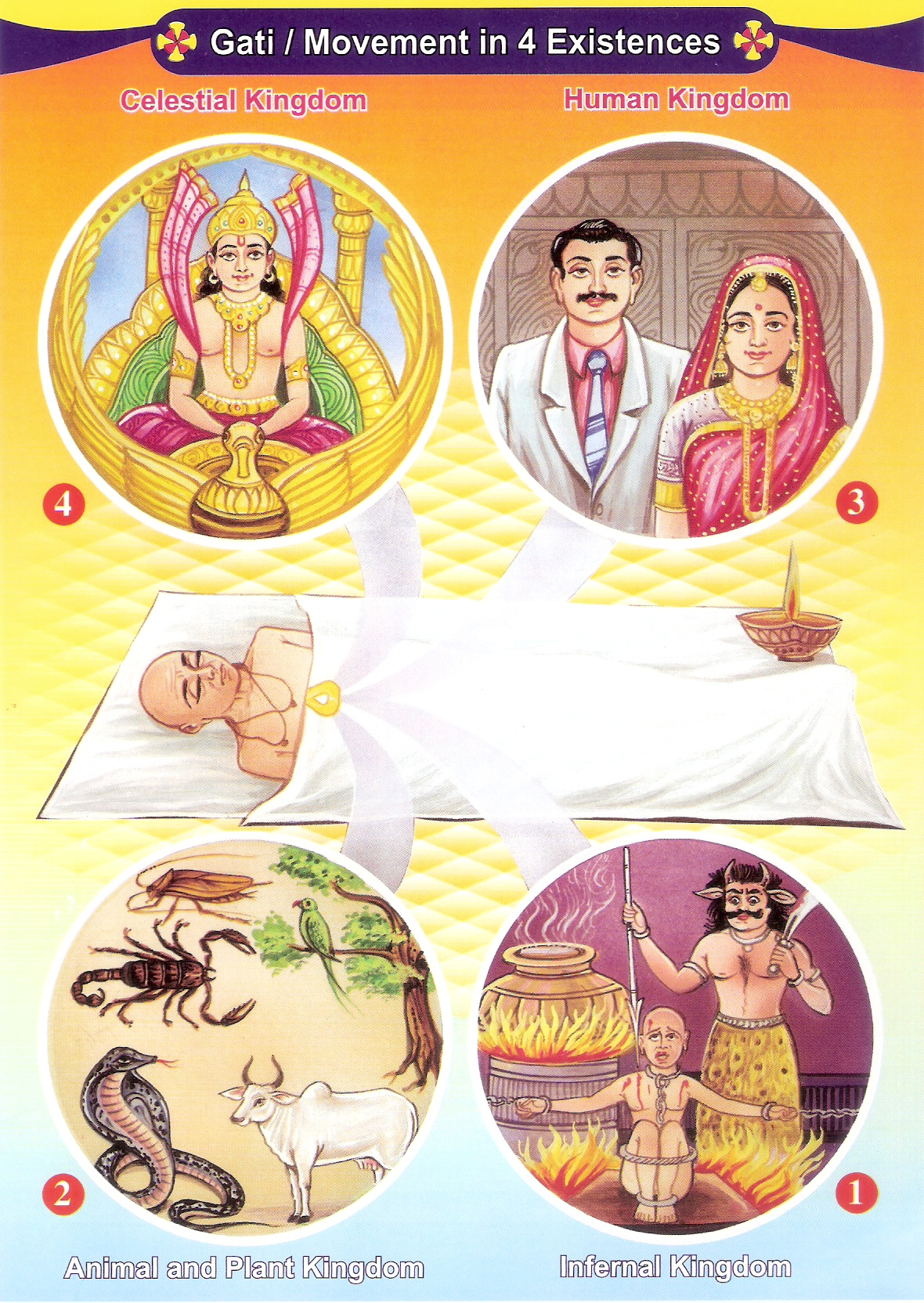
En el jainisme, una ànima viatja a qualsevol dels quatre estats d'existència després de la mort depenent dels seus karmes.

La reencarnació, també coneguda com a renaixement, transmigració o en els textos d'inspiració de l'Antiga Grècia metempsicosi, és el concepte filosòfic o religiós segons el qual l'essència no física d'un ésser viu comença una nova vida en una forma física o cos diferent després de la mort biològica. En la majoria de creences que impliquen la reencarnació, l'ànima d'un ésser humà és immortal i no es dispersa després que el cos físic hagi desaparegut. Després de la mort, l'ànima només es transmigra en un nadó o en un animal per continuar la seva immortalitat. El terme transmigració significa el pas d'una ànima d'un cos a un altre després de la mort.
La reencarnació (punarjanma) és un principi central de les religions índies com l’hinduisme, el budisme, el jainisme i el sikhisme; encara que hi ha grups hindús que no creuen en la reencarnació, sinó que creuen en un més enllà. En diverses formes, es presenta com una creença esotèrica en molts corrents del judaisme, certes religions paganes, inclosa la Wicca, i algunes creences dels pobles indígenes d'Amèrica i dels australians indígenes (encara que la majoria creu en un més enllà o un món espiritual). La creença en el renaixement o la migració de l'ànima (metempsicosi) va ser expressada per certes figures històriques de la Grècia antiga, com Pitàgores, Sòcrates i Plató.
Encara que la majoria de denominacions dins del cristianisme i l'islam no creuen que els individus es reencarnin, hi ha grups particulars dins d'aquestes religions que sí que es refereixen a la reencarnació; aquests grups inclouen els principals seguidors històrics i contemporanis dels càtars, els alauites, els drusos i els rosacreus. Les relacions històriques entre aquestes sectes i les creences sobre la reencarnació que eren característiques del neoplatonisme, l'orfisme, l'hermetisme, el maniqueisme i el gnosticisme de l'⁣època romana, així com les religions índies, han estat objecte d'investigacions recents. En les últimes dècades, molts europeus i nord-americans han desenvolupat un interès per la reencarnació, i moltes obres contemporànies ho mencionen.

## Concepte
La paraula reencarnació deriva d'un terme llatí que literalment significa "entrar de nou a la carn". La reencarnació es refereix a la creença que hi ha un aspecte de cada ésser humà (o de tots els éssers vius en algunes cultures) que continua existint després de la mort. Aquest aspecte pot ser l'ànima, la ment, la consciència o alguna cosa transcendent que renaix en un cicle d'existència interconnectat; la creença de la transmigració varia segons la cultura, i s'imagina amb la forma d'un ésser humà acabat de nàixer, o un animal, o planta o esperit, o com un ésser en algun altre regne de l'existència no humà.
Un terme alternatiu és la transmigració, que implica migració d'una vida (cos) a una altra. El terme ha estat utilitzat per filòsofs moderns com Kurt Gödel.
L'equivalent grec a la reencarnació, metempsicosi (grec: μετεμψύχωσις), deriva de meta ('canvi') i empsykhoun ('posar-hi una ànima'), i és terme atribuït a Pitàgores. Un altre terme grec que de vegades s'empra com a sinònim és palingènesia, 'néixer de nou'.
El renaixement és un concepte clau que es troba a les principals religions índies i es discuteix amb diversos termes. Reencarnació o Punarjanman (Sanskrit 'renaixement, transmigració'), es discuteix als textos sànscrits antics de l'hinduisme, el budisme i el jainisme, amb molts termes alternatius com punarāvṛtti (पुनरावृत्ति), punarājāti (पुनराजाति), punarjīvātu (पुनर्जीवातु), punarbhava (पुनर्भव), āgati-gati (आगति-गति, comú en el text budista en pali), nibbattin (निब्बत्तिन्), upapatti (उपपत्ति), i uppajjana (उप्पज्जन).
Aquestes religions creuen que aquesta reencarnació és cíclica i un Saṃsāra interminable, tret que un obtingui coneixements espirituals que acabin aquest cicle que condueix a l'alliberament. El concepte de reencarnació es considera en les religions índies com un pas que comença cada "cicle de deriva sense rumb, vagabundeig o existència mundana", però que és una oportunitat per buscar l'alliberament espiritual a través de la vida ètica i una varietat de meditació, ioga (marga), o altres pràctiques espirituals. Consideren l'alliberament del cicle de les reencarnacions com l'objectiu espiritual últim, i anomenen l'alliberament amb termes com moksha, nirvana, mukti i kaivalya. Tanmateix, les tradicions budistes, hindús i jainistes han diferit, des de l'antiguitat, en els seus supòsits i en els seus detalls sobre què es reencarna, com es produeix la reencarnació i què condueix a l'alliberament.
Gilgul, Gilgul neshamot o Gilgulei Ha Neshamot (hebreu: גלגול הנשמות‎) és el concepte de reencarnació en el judaisme cabalístic, que es troba en gran part de la literatura yiddish entre els jueus asquenazites. Gilgul significa "cicle" i neshamot és "ànimes". La reencarnació cabalística diu que els humans es reencarnen només als humans tret que YHWH / Ein Sof / Déu vulgui una altra cosa.

## Història

### Orígens
Els orígens de la noció de reencarnació són poc clars. La discussió del tema apareix en les tradicions filosòfiques de l'Índia. Els presocràtics grecs van parlar de la reencarnació, i també es diu que els druides celtes van ensenyar una doctrina de la reencarnació.

### Jainisme, budisme i hinduisme
Els conceptes del cicle de naixement i mort, Saṁsāra i alliberament deriven en part de les tradicions ascètiques que van sorgir a l'Índia cap a mitjans del primer mil·lenni aC. Les primeres referències textuals a la idea de la reencarnació apareixen al Rigveda, Yajurveda i Upanixads del període vèdic tardà (c. 1100 - c. 500 aC), anteriors a Buda i Mahavira. Tot i que no s'ha trobat cap evidència directa d'això, les tribus de la vall del Ganges o les tradicions dravídiques del sud de l'Índia s'han proposat com una altra font primerenca de creences de reencarnació.
La idea de la reencarnació, Saṁsāra, sí que existia a les primeres religions vèdiques. Els primers Vedas esmenten la doctrina del karma i el renaixement. És als primers Upanishads, que són pre- Buda i pre- Mahavira, on aquestes idees es desenvolupen i es descriuen de manera general. Les descripcions detallades apareixen per primera vegada cap a mitjans del primer mil·lenni aC en diverses tradicions, com ara el budisme, el jainisme i diverses escoles de filosofia hindú, cadascuna de les quals va donar una expressió única al principi general.
La literatura sangam mostra els principis de l'antiga literatura tàmil i és la literatura més antiga coneguda del sud de l'Índia. La tradició i les llegendes tàmils el relacionen amb tres trobades literàries al voltant de Madurai. Segons Kamil Zvelebil, un estudiós de la literatura i la història tàmil, el rang més acceptable per a la literatura Sangam és del 100 aC al 250 dC, basat en les al·lusions lingüístiques, prosòdiques i quasi històriques dins dels textos i dels colofons. Hi ha diverses mencions de renaixement i moksha al Purananuru. El text explica els rituals hindús que envolten la mort, com ara fer boles d'arròs anomenades pinda i cremar. El text afirma que les ànimes bones aconsegueixen un lloc a Indraloka on Indra les acull.
Els textos de l'antic jainisme que han sobreviscut a l'era moderna són post-Mahavira, probablement dels últims segles del primer mil·lenni aC, i esmenten àmpliament les doctrines del renaixement i del karma. La filosofia jaina suposa que l'ànima (jiva en jainisme; atman en hinduisme) existeix i és eterna, passant per cicles de transmigració i renaixement. Després de la mort, s'afirma que la reencarnació en un nou cos és instantània als primers textos jainistes. Depenent del karma acumulat, el renaixement es produeix en una forma corporal superior o inferior, ja sigui al cel o a l'infern o al regne terrestre. Cap forma corporal és permanent: tothom mor i es reencarna encara més. L'alliberament (kevalya) de la reencarnació és possible, però, eliminant i acabant amb les acumulacions kàrmiques a l'ànima. Des de les primeres etapes del jainisme, un ésser humà va ser considerat l'ésser mortal més alt, amb el potencial d'aconseguir l'alliberament, especialment a través de l'ascetisme.

#### Justificació
Els primers textos budistes discuteixen el renaixement com a part de la doctrina de Saṃsāra. Això afirma que la naturalesa de l'existència és un "cicle de vida, mort i renaixement carregat de patiment, sense principi ni final". També coneguda com la roda de l'existència (Bhavacakra), sovint s'esmenta en els textos budistes amb el terme punarbhava (renaixement, tornar-se a convertir). L'alliberament d'aquest cicle de l'existència, el Nirvana, és el fonament i el propòsit més important del budisme. Els textos budistes també afirmen que una persona il·lustrada coneix els seus naixements anteriors, un coneixement que s'aconsegueix mitjançant alts nivells de concentració meditativa. El budisme tibetà parla de la mort, el bardo (un estat intermedi) i el renaixement en textos com el Llibre tibetà dels morts. Mentre que el Nirvana s'ensenya com l'objectiu final del budisme Theravadin i és essencial per al budisme Mahayana, la gran majoria dels budistes laics contemporanis se centren en acumular bon karma i adquirir mèrits per aconseguir una millor reencarnació en la propera vida.

#### Comparació
En les primeres tradicions budistes, la cosmologia de Saṃsāra constava de cinc regnes pels quals circulava la roda de l'existència. Això incloïa inferns (niraya ), fantasmes famolencs (pretas ), animals (tiryaka ), humans (manushya ) i déus (devas, celestial). En les darreres tradicions budistes, aquesta llista va créixer fins a una llista de sis regnes de renaixement, afegint semidéus (asuras ).
Les primeres capes del text vèdic incorporen el concepte de vida, seguit d'una vida més enllà al cel i l'infern basada en virtuts acumulades (mèrit) o vicis (demèrit). Tanmateix, els antics rishis vèdics van desafiar aquesta idea del més enllà com a simplista, perquè la gent no viu igualment moral o immoral. Entre vides generalment virtuoses, algunes són més virtuoses; mentre que el mal també té graus, i els textos afirmen que seria injust que la gent, amb diferents graus de virtut o vicis, acabés al cel o a l'infern, d'una manera "o bé" i desproporcionada, independentment de com de virtuosa o viciosa fos la seva vida. Van introduir la idea d'una vida més enllà al cel o a l'infern en proporció al mèrit propi.
Els primers textos de l'hinduisme, el budisme i el jainisme comparteixen els conceptes i la terminologia relacionats amb la reencarnació. També posen l'accent en pràctiques virtuoses i karma similars com a necessaris per a l'alliberament i el que influeix en els futurs renaixements. Per exemple, tots tres discuteixen diverses virtuts, de vegades agrupades com Yamas i Niyamas, com ara la no violència, la veracitat, el no robatori, la no possessió, la compassió per tots els éssers vius, l'ajuda i moltes altres.
L'hinduisme, el budisme i el jainisme no estan d'acord en els seus supòsits i teories sobre el renaixement. L'hinduisme es basa en el seu supòsit fonamental que "l'ànima, el jo existeix" (atman o attā ), en contrast amb el supòsit budista que no hi ha "no hi ha ànima, no hi ha jo" (anatta o anatman ). Les tradicions hindús consideren que l'ànima és l'essència eterna i immutable d'un ésser viu, i allò que viatja a través de les reencarnacions fins a assolir l'autoconeixement. El budisme, en canvi, afirma una teoria del renaixement sense un jo, i considera la realització del no-jo o el buit com el Nirvana (nibbana). Així, el budisme i l'hinduisme tenen una visió molt diferent de si existeix un jo o una ànima, cosa que afecta els detalls de les seves respectives teories del renaixement.
La doctrina de la reencarnació en el jainisme difereix de les del budisme, tot i que ambdues són tradicions de sramana no teistes. El jainisme, en contrast amb el budisme, accepta la suposició fonamental que l'ànima existeix (Jiva) i afirma que aquesta ànima està implicada en el mecanisme de renaixement. A més, el jainisme considera l'ascetisme com un mitjà important per a l'alliberament espiritual que acaba amb tota la reencarnació, mentre que el budisme no.

### Antiguitat clàssica

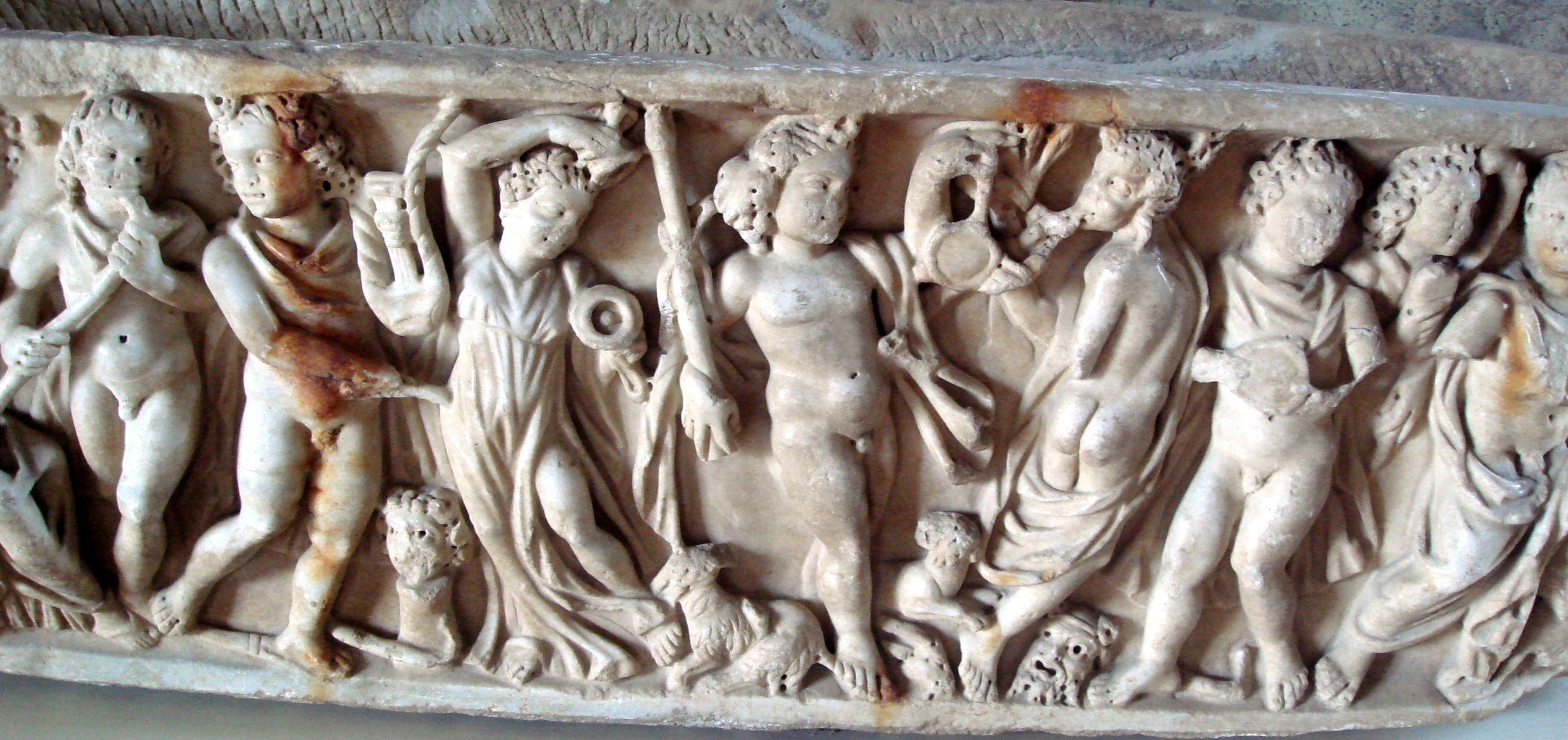
Un sarcòfag romà del segle II mostra la mitologia i el simbolisme de les escoles de misteri òrfic i dionisíac. Orfeu toca la seva lira a l'esquerra.

La primera discussió grega del concepte data del segle VI aC. Un dels primers pensadors grecs conegut per haver-ho considerat és Ferecides de Siros (fl. 540 aC). El jove contemporani Pitàgores (c. 570–c. 495 aC), va ser-ne el seu primer exponent famós, i va instituir societats per a la seva difusió. Alguns estudiosos creuen que Pitàgores va ser l'alumne de Ferècides, d'altres que Pitàgores va agafar la idea de la reencarnació de la doctrina de l'orfisme, una religió tracia, o va portar l'ensenyament de l'Índia.
Plató (428/427–348/347 aC) va presentar relats de la reencarnació a les seves obres, en particular el Mite d'Er, on Plató fa que Sòcrates expliqui com Er, el fill d'Armeni, va tornar miraculosament a la vida el dotzè dia després de la mort i va explicar els secrets de l'altre món. Hi ha mites i teories del mateix efecte en altres diàlegs, a l'al·legoria del Carro del Fedre, al Menó, Timeu i lleis . L'ànima, un cop separada del cos, passa un temps indeterminat en el regne intel·ligible (vegeu L'Al·legoria de la cova a La República ) i després assumeix un altre cos. En el Timeu, Plató creu que l'ànima es mou de cos a cos sense cap fase diferenciada de recompensa o càstig entre vides, perquè la reencarnació és en si mateixa un càstig o una recompensa per com ha viscut una persona.
A Fedó, Plató fa que el seu mestre Sòcrates, abans de la seva mort, digui: "Estic segur que realment hi ha una cosa com viure de nou, i que els vius sorgeixen dels morts". Tanmateix, Xenofont no esmenta Sòcrates com a creient en la reencarnació, i Plató podria haver sistematitzat el pensament de Sòcrates amb conceptes que va prendre directament del pitagorisme o l'orfisme. Els estudiosos recents han arribat a veure que Plató té múltiples raons per a la creença en la reencarnació. Un argument es refereix a la teoria de la utilitat de la reencarnació per explicar per què existeixen els animals no humans: són antics humans, castigats pels seus vicis; Plató dona aquest argument al final del Timeu.

#### Cultes de misteri
La religió òrfica, que ensenyava la reencarnació, cap al segle VI aC, va produir una abundant literatura. Es diu que Orfeu, el seu fundador llegendari, va ensenyar que l'ànima immortal aspira a la llibertat mentre el cos la manté presa. La roda del naixement gira, l'ànima alterna la llibertat i la captivitat al voltant de l'ampli cercle de la necessitat. Orfeu va proclamar la necessitat de la gràcia dels déus, Dionís en particular, i de l'autopurificació fins que l'ànima hagi completat l'ascens en espiral del destí per viure per sempre.
Una associació entre la filosofia pitagòrica i la reencarnació es va acceptar sense massa debat o questionament al llarg de l'antiguitat, ja que Pitàgores també va ensenyar aquesta doctrina sobre la reencarnació. Tanmateix, a diferència dels òrfics, que consideraven la metempsicosis un cicle de dol que es podia escapar aconseguint-ne l'alliberament, Pitàgores sembla postular una reencarnació eterna i neutral on les vides posteriors no estarien condicionades per cap acció feta en l'anterior.

#### Darrers autors
En la literatura grega posterior la doctrina s'esmenta en un fragment de Menandre i satirizada per Llucià. En la literatura romana es troba ja en Enni, qui, en un passatge perdut dels seus Annals, va explicar com havia vist Homer en somni, que li havia assegurat que la mateixa ànima que havia animat els dos poetes havia tingut una vegada. pertanyia a un paó. Persius en les seves sàtires (vi. 9) se'n riu d'això; es refereixen també a Lucreci i Horaci.
Virgili treballa la idea en el seu relat de l'Inframón al sisè llibre de l'Eneida. Persisteix fins als difunts pensadors clàssics, Plotí i els altres neoplatònics. A l'Hermètica, una sèrie d'escrits grecoegipcis sobre cosmologia i espiritualitat atribuïts a Hermes Trismegistus / Thot, la doctrina de la reencarnació és central.

## Filosofia

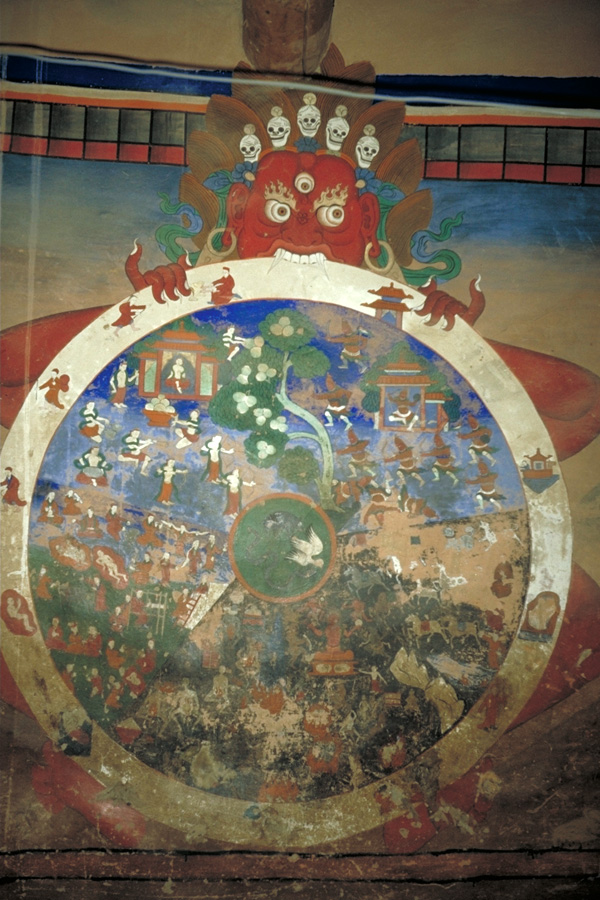
La roda de la vida, pintura budista

### Filosofia índia
Pel budisme, el jainisme o l'hinduisme, entre d'altres, aquest procés s'anomena samsara (del sànscrit "deambular"). Samsara designa el cicle de vides, morts i renaixements que cada ésser experimenta a conseqüència del seu karma (del sànscrit, "accions"). Cada ésser viatja per aquesta roda, que abasta des dels déus fins als insectes, i el sentit de la seva trajectòria el marca el contingut dels seus actes.
Aquestes filosofies s'esforcen a transcendir aquest procés mitjançant l'alliberament definitiu que suposa l'accés al nirvana, o sigui, l'estat ideal i suprem que consisteix en l'absència de tot sentit d'individualitat.
La creença en la transmigració apareix escrita per primera vegada en forma doctrinal en la recopilació religiosa i filosòfica índia dels Upanixads, traduïda al persa pel príncep Dara Sukoh durant el segle xvii, i des de llavors el samsara ha estat un dels principals dogmes d'aquestes filosofies orientals.
La qualitat de la reencarnació ve determinada pel karma i el dharma ("qualitat" de l'individu, determinada per l'aproximació o l'allunyament envers les lleis de la natura) que hagi acumulat cada persona com a resultat dels seus actes, d'allò que l'ànima hagi realitzat en la vida present i les vides passades.
Els budistes, els jainistes i els hinduistes també pensen que aquest procés es pot contrarestar amb la pràctica d'expiacions i de rituals (exercitant-se a través del dharma-mèrit o el karma-demèrit), aconseguint així disminuir o fer més fàcil (mokxa) tot el procés del samsara, prèvia renúncia de tots els desitjos terrenals.
Així, per aquestes filosofies, el karma és el conjunt d'accions personals, bones o dolentes, que van lligades a l'ànima mentre aquesta transmigra, i cada nova encarnació queda determinada pel karma anterior. L'alliberament del samsara i del karma s'aconsegueix després de l'expiació de les males accions i quan s'obté el coneixement de què l'ànima individual, l'atman, i l'ànima universal, el braman, són la mateixa cosa.
Segons l'hinduisme popular modern, l'estat en el qual reneix l'ànima està predeterminat per les bones (dharma) o males accions (karma) comeses en anteriors encarnacions, i les ànimes dels qui fan el "mal", per exemple, reneixen en estats inferiors, com animals, insectes, i esperit dels arbres.

### Judaisme

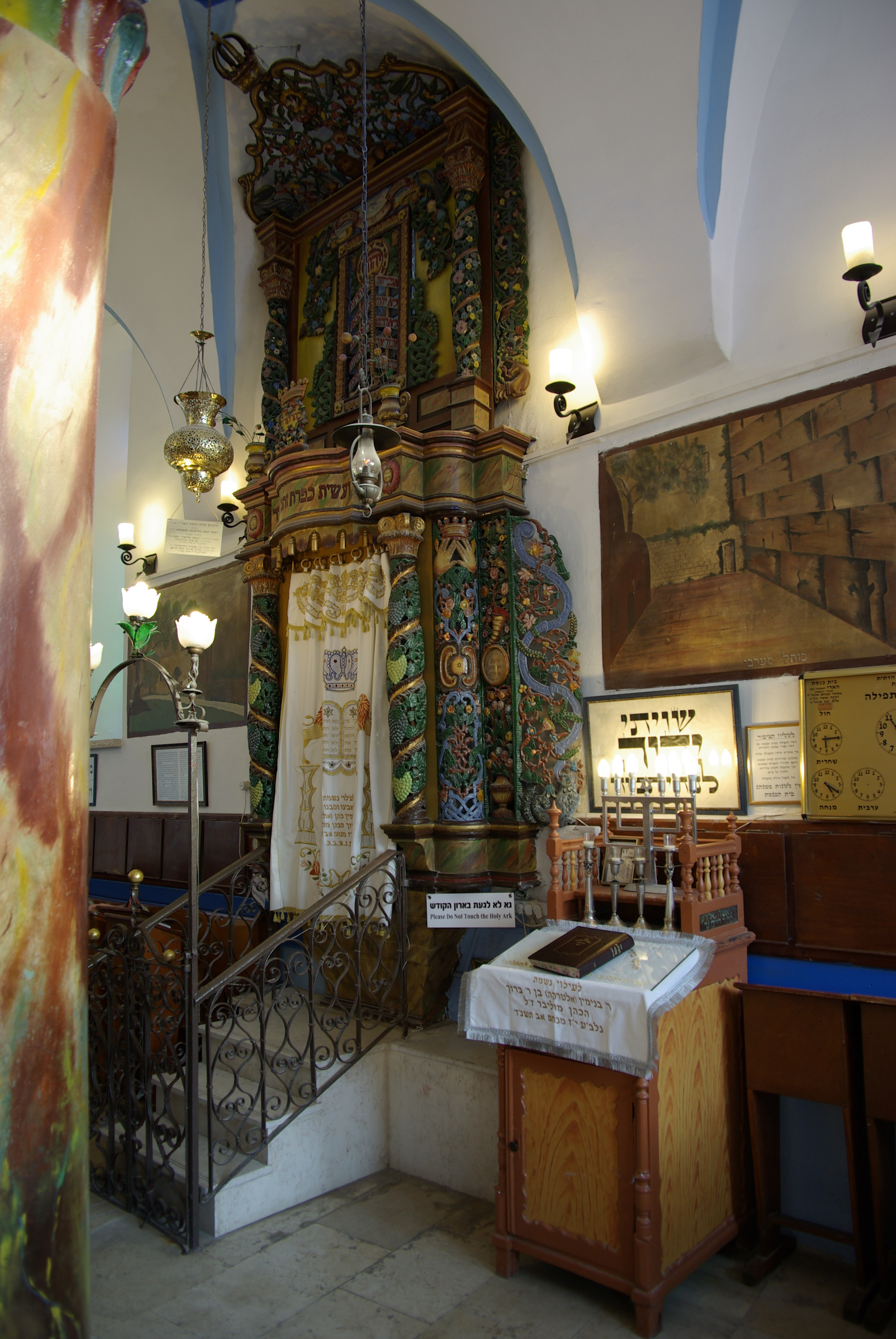
L'Arca a la sinagoga aixkenazita Ari (Isaac Luria) a Safed. Luria feu una àmplia exposició de la doctrina cabalística de guilgul

La reencarnació no és un principi essencial del judaisme tradicional. No s'esmenta en el Tanakh (o Bíblia hebrea), ni en les obres rabíniques clàssiques (Mixnà i Talmud), ni en els 13 Principis de Fe de Maimonides, encara que la història dels deu màrtirs a la litúrgia Yom Kippur, que foren assassinats pels romans per expiar per les ànimes dels deu germans de Josep, és una lectura present en totes les comunitats jueves ortodoxes. Però textos místics jueus com la càbala sí que parlen del guilgul (metempsicosi de les ànimes) i, per tant, és una creença comuna en el judaisme hassidim, que fa de la càbala quelcom de sagrat i amb autoritat. Altres grups jueus ortodoxos no hassídics no posen un fort èmfasi en la reencarnació, i no ho reconeixen com un ensenyament vàlid.